# Кубок Аргентини з футболу 2025
Кубок Аргентини з футболу 2025 — 15-й розіграш кубкового футбольного турніру у Аргентині. Титул володаря кубка захищає «Сентраль Кордова» (Сантьяго-дель-Естеро).

## Календар
| Раунд       | Дата                      | Матчі | Клуби   |
| ----------- | ------------------------- | ----- | ------- |
| 1/32 фіналу | 23 січня – 17 квітня 2025 | 32    | 64 → 32 |
| 1/16 фіналу | 11 травня – 2 серпня 2025 | 16    | 32 → 16 |
| 1/8 фіналу  | 24 липня – 30 серпня 2025 | 8     | 16 → 8  |
| 1/4 фіналу  |                           | 4     | 8 → 4   |
| 1/2 фіналу  |                           | 2     | 4 → 2   |
| Фінал       |                           | 1     | 2 → 1   |